# Duguetia peruviana
Duguetia peruviana (R.E.Fr.) J.F.Macbr. – gatunek rośliny z rodziny flaszowcowatych (Annonaceae Juss.). Występuje endemicznie w Ekwadorze. 

## Morfologia
PokrójZimozielone drzewo dorastające do 10 m wysokości.
LiścieMają podłużnie eliptyczny kształt. Mierzą 20–40 cm długości oraz 6–12 cm szerokości. Nasada liścia jest klinowa. Blaszka liściowa jest o spiczastym wierzchołku.
KwiatySą pojedyncze lub zebrane w pary, rozwijają się na pniach i gałęziach (kaulifloria). Płatki mają żółtawą barwę, osiągają do 1–2 mm długości.
OwoceZebrane w owocostany o kulistym kształcie. Osiągają 50 mm średnicy.

## Biologia i ekologia
Rośnie w wilgotnych lasach równikowych.